# ديفيد دالي أوين
ديفيد دالي أوين (بالإنجليزية: David Dale Owen)‏ هو جيولوجي أمريكي، ولد في 1807 في أناركشاير في المملكة المتحدة، وتوفي في 1860 في نيو هارموني في الولايات المتحدة.

## وصلات خارجية
- ديفيد دالي أوين على موقع الموسوعة البريطانية (الإنجليزية)